# Omicron Scorpii
Omicron Scorpii (19 Scorpii) é uma estrela na direção da constelação de Scorpius. Possui uma ascensão reta de 16h 20m 38.18s e uma declinação de −24° 10′ 09.4″. Sua magnitude aparente é igual a 4.55. Considerando sua distância de 1177 anos-luz em relação à Terra, sua magnitude absoluta é igual a −3.24. Pertence à classe espectral A4II/III.